# Zabójcza broń 3
Zabójcza broń 3 (ang. Lethal Weapon 3) – amerykańska komedia sensacyjna z 1992 roku w reżyserii Richarda Donnera.

## Fabuła
Martin Riggs i Roger Murtaugh próbują samodzielnie rozbroić ładunek wybuchowy podłożony pod jednym z budynków. Przecinają niewłaściwy przewód, w wyniku czego wieżowiec wylatuje w powietrze. Zostają oni zdegradowani i oddelegowani do drogówki. Najmniej mierzi to Rogera, któremu zostało kilka dni do przejścia na wcześniejszą emeryturę. Po udaremnieniu napadu na opancerzoną furgonetkę, Riggs odkrywa, że broń napastnika zasilana jest specjalnymi nabojami, zwanymi "mordercami policjantów", gdyż są w stanie przebić kamizelkę kuloodporną i nie tylko. Wpadają na trop afery związanej z kradzieżą nielegalnej broni i amunicji z policyjnych magazynów, które skierowano do kasacji. Niestety od wtykania nosów w śledztwo blokuje ich funkcjonariuszka wydziału kontroli wewnętrznej, Lorna Cole. 
Podczas jednego z patroli, Riggs zauważa grupę młodych ludzi z bronią. Gdy chce ich zatrzymać, Ci otwierają ogień. Do akcji dołącza się Roger, zabijając jednego z napastników. Gdy strzały ucichają, policjant orientuje się, że zabił przyjaciela swojego syna, przez co popada w załamanie. Lorna próbuje wyciągnąć od Riggs'a informacje jakie udało mu się zdobyć, lecz ten robi jej awanturę z powodu braku możliwości uczestniczenia w śledztwie. Ta w końcu odpuszcza i wtajemnicza Martina w szczegóły dochodzenia. Za kradzieżą broni stoi Jack Travis, policjant, który zaginął bez śladu przed kilku laty i zorganizował gang handlarzy bronią, Po wspólnej akcji, która kończy się odzyskaniem części skradzionych pistoletów, Riggs i Cole lądują w łóżku. Zostają parą.
Tego samego wieczora Martin idzie na przystań odszukać Rogera. Znajduje go pijanego na jego łodzi. Pod wpływem emocji partnerzy wytruwają sobie nawzajem wszystkie żale, jednocześnie to trochę pomaga Rogerowi wziąć się w garść. Wraz z Lorną rozpoczynają poszukiwania Travisa i skradzionej broni, by móc zapobiec kolejnym zbrodniom. 

## Obsada
- Mel Gibson: Martin Riggs
- Danny Glover: Roger Murtaugh
- Joe Pesci: Leo Getz
- Rene Russo: Lorna Cole
- Stuart Wilson: Jack Travis
- Steve Kahan: kapitan Ed Murphy
- Darlene Love: Trish Murtaugh